# Вагенхоф
Вагенхоф (нем. Wagenhoff) — община в Германии, в земле Нижняя Саксония.
Входит в состав района Гифхорн. Подчиняется управлению Везендорф. Население составляет 1133 человека (на 31 декабря 2010 года). Занимает площадь 4,32 км².
| Год  | Население |
| ---- | --------- |
| 1990 | 833       |
| 1995 | 988       |
| 2000 | 1082      |
| 2005 | 1158      |
| 2010 | 1152      |